# 東京フイルム・メート
株式会社東京フイルム・メートは、かつて存在したテレビ番組、イベントなどを手がける番組制作会社。
フジテレビジョンのグループ会社に属していた。

## 概要
1972年6月15日設立。フジテレビ（CX）などのスポーツ番組を中心に製作する。
フジサンケイグループへの加入後も、企業ロゴにフジサンケイグループ統一書体を使用せず、独自のロゴを継続使用している。
2023年10月1日、フジ・メディア・テクノロジー（略称：fmt）を存続会社とする吸収合併により解散、東京フイルム・メートが手がけていた業務はfmtの赤坂分室が継承した 。

## 主な事業内容
- フジテレビ、TBSテレビ、WOWOWなどのスポーツ番組の撮影・編集・企画制作
- コンサートやイベントの撮影・編集・技術協力
- アナウンサー・解説者や映像制作スペシャリストのマネジメント

## 所属タレント

### アナウンサー
- 福井謙二（元CX）
- 堺正幸（元CX）
- 近藤雄介（元CX）
- 小野浩慈（元ニッポン放送→CX）
- 松尾紀子（元CX）
- 野崎昌一（元CX）
- 向坂樹興（元CX）
- 塩原恒夫（元CX）
- 浅見博幸（元仙台放送）
- 菅野詩朗（元文化放送、TCP Artistにも所属）
- 高森てつ（株式会社OFFICE IGNITION代表取締役兼任[3]）
- 清水久嗣（元エフエム東京）
- 船岡未沙希（元富山エフエム放送）
- 尾座本建次（元スペースワールド）
- 北本誠
- 松本秀夫（元ニッポン放送、株式会社チェンジアップ代表取締役兼任[4]）
- 篠原さなえ
- 田代優美（元ニッポン放送→CX）

### スポーツコメンテーター
- 江本孟紀
- 平松政次
- 谷沢健一
- 大矢明彦
- 高木豊
- 野村弘樹
- 眞鍋政義
- 増田明美
- 高樹ミナ
- 田尾安志
- 内野亮